# Dukkah

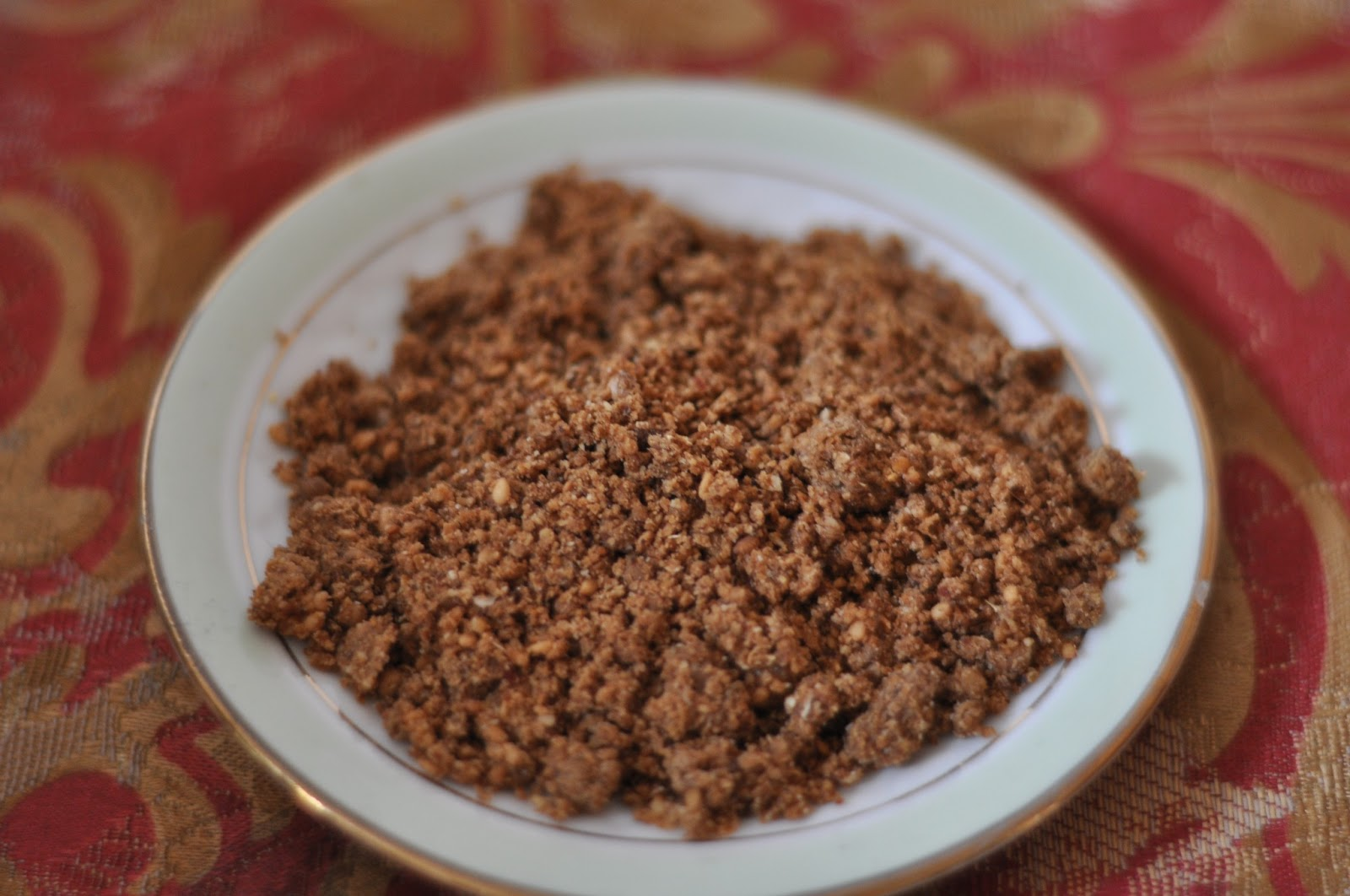
Dukkah

Dukkah är en egyptisk kryddblandning, som består av rostade och krossade hasselnötter, rostade sesamfrön, korianderfrön, spiskummin, svartpeppar och salt. 